# أولاد احمد بن وكيل (مستغمر)
أولاد احمد بن وكيل هي إحدى مشيخات المملكة المغربية، تتبع جغرافيا لإقليم تاوريرت وإداريًا لمستغمر. يقدر عدد سكانها بـ 1026 نسمة حسب الإحصاء الرسمي للسكان والسكنى لسنة 2004.